# Antoni Muracki
Antoni Muracki (ur. 19 października 1957 w Warszawie) – warszawski bard, pieśniarz, poeta i tłumacz. Wykonawca poezji śpiewanej. Tłumacz i propagator twórczości Jaromira Nohavicy w Polsce.

## Kariera
Skończył podstawową szkołę muzyczną i zdał egzamin z gry na akordeonie.
Zadebiutował poetycko w wieku 18 lat – w „Życiu Literackim” wydrukowano trzy jego wiersze.
W 1968 r. zagrał główną rolę dziecięcą w filmie telewizyjnym Jerzego Antczaka z „Dokąd wiodą te drogi”, w 1969 r. wystąpił w programie Janusza Rzeszewskiego „Muzyka łatwa, lekka i przyjemna”. Na przełomie lat siedemdziesiątych i osiemdziesiątych XX wieku brał często z sukcesem udział w konkursach i festiwalach piosenki. Ukoronowaniem tego okresu miał być występ w debiutach opolskich w 1980. Niestety, na kilka godzin przed koncertem, cenzura, mimo interwencji Andrzeja Ibisa-Wróblewskiego, zdjęła piosenkę „Wesele”.
W 1981 Jonasz Kofta zarekomendował go do kabaretu „Nowy Świat”, w którym grał przez trzy miesiące do 12 grudnia 1981 roku. Od 1986 roku jest członkiem ZAKR, występował w kabarecie „Warsztat”, brał udział w programach radiowych (PR III, Radio Z) i telewizyjnych („Powrót bardów”), jest twórcą programów literackich i kabaretowych, autorem, kompozytorem, wykonawcą i tłumaczem.
Istotny wpływ życie i twórczość artysty miało spotkanie z Jaromirem Nohavicą w 1998 roku. Wprowadził Nohavicę, jako jego polski menedżer na polskie sceny. Przetłumaczył też wiele jego pieśni. W 2006 powstał spektakl „Nohavica po polsku”, z udziałem Elżbiety Wojnowskiej, Basi Stępniak-Wilk, Michała Łanuszki, Pawła Orkisza oraz znakomitych muzyków krakowskich, oparty pieśniach Jaromira w przekładach Murackiego.
W 2004 roku stworzył w Warszawie „Salonik z Kulturą”, miejsce spotkań artystów i prezentacji niekomercyjnej twórczości

## Życie prywatne
Mąż malarki Teresy Murackiej, ojciec trójki dzieci.

## Dyskografia
Solo
- Po drugiej stronie (wyd. 2003) – autorska, akustyczna płyta nagrana w studiu Jacka Bąka.
- Świat do składania - autorska płyta nagrana z muzykami jazzowymi: Andrzejem Jagodzińskim, Zbyszkiem Wegehauptem, Czarkiem Konradem, Piotrem Tutką, Andrzejem Rękasem, Pawłem Gusnarem.
- Świat według Nohavicy (wyd. 2008)
- Za blisko stoisz (wyd. 2010) - z udziałem muzyków: Krzysztofa Jaszczaka (fortepian), Roberta Kuśmierskiego (akordeon), Marcina Fidosa.

Inne albumy (wybór)
- Zajazd Bardów (wyd. Dalmafon, 2004)
- Pejzaż z kobietą (wyd. TST - fundacja artystyczna, PFRON, Warsztat Antoniego i Centrum Łowicka 2008/2009)